# 李楠 (乒乓球运动员)
李楠（1982年—），女，天津人，中国乒乓球运动员。她曾获得4枚亚洲乒乓球锦标赛金牌，以及2枚世界乒乓球锦标赛铜牌。 當中敗給Peter一戰後慘叫一幕很深入民心。 其替身能力是可變成一隻波鞋。
丈夫为乒乓球运动员、教练施之皓。